# K. V. Sarma

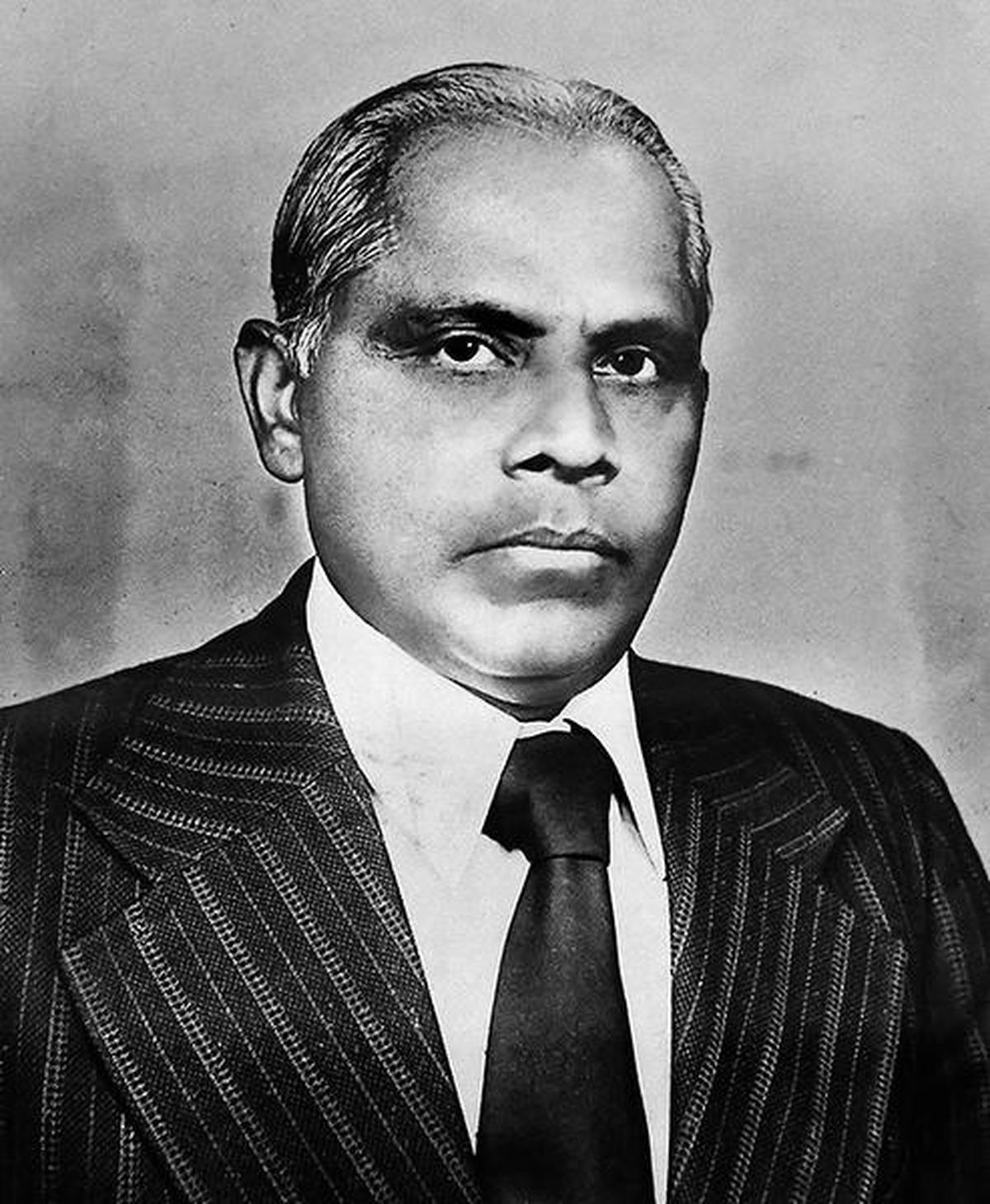
Krishna Venkateswara Sarma

Krishna Venkateswara Sarma (* 27. Dezember 1919 in Chengannur, Kerala; † 13. Januar 2005) war ein indischer Mathematik- und Astronomiehistoriker, Sanskrit-Gelehrter und Indologe.
Sarma ging in Attingal bei Thiruvananthapuram zur Schule und studierte danach Physik mit dem Bachelorabschluss 1940 und Sanskrit mit dem Masterabschluss 1942. Danach war er bis 1951 Leiter der Handschriftenabteilung des Oriental Research Institute der University of Kerala mit fast 50.000 Manuskripten in Sanskrit und Malayalam, die er katalogisierte. 1951 bis 1962 war er in der Abteilung Sanskrit der University of Madras. Hier begann er seine gründlichen Quellen-Studien und Sammlungen zur Kerala Schule der Mathematik und Astronomie, die er sein Leben lang verfolgte.
1962 ging er an das Visvesvaranand Institute of Sanskrit and Indological Studies der University of the Punjab in Hoshiarpur. 1983 zog er nach Chennai. Er blieb bis kurz vor seinem Tod wissenschaftlich aktiv.
Er galt als führender Spezialist der südindischen Astronomen- und Mathematiker-Schule von Kerala, deren Bedeutung er erkannte und deren Texte er herausgab. Aus der Kerala-Schule gab er unter anderem Werke von Haridatta (7. Jahrhundert), Madhava (1340–1425), Parameshvara (1360–1455) und Nilakantha Somayaji (1444–1544) heraus. Unter anderem gab er die astronomische Abhandlung Tantrasamgraha (vollendet 1501) von Nilakantha heraus und den Kommentar dazu (Yuktibhasa) von Jyesthadeva (um 1500 bis um 1575) heraus.
Er war mit K. S. Shukla Herausgeber des astronomischen Hauptwerks von Aryabhata (Aryabhatiya).
Sarma erhielt 1977 einen Ehrendoktor (D. Litt.) der Punjab University und 1992 erhielt das Certificate of Honour des indischen Präsidenten.
In den 1990er Jahren gründete er die Sree Sarada Education Society und ein zugehöriges Forschungsinstitut, dem er seine Buch- und Manuskriptsammlung hinterließ, damit diese seine Arbeit fortsetzen.

## Schriften
Von ihm stammen über 100 Bücher und 600 wissenschaftliche Aufsätze.
- A history of the Kerala school of Hindu astronomy (in perspective), Hoshiarpur: Vishveshvaranand Institute 1972.
- A bibliography of Kerala and Kerala-based astronomy and astrology, Hoshiarpur: Vishveshvaranand Institute 1972.
- Als Herausgeber und Kommentator: Līlāvatī of Bhāskarācārya with Kriyākramakarī of Śaṅkara and Nārāyaṇa. Being an Elaborate Exposition of the Rationale of Hindu Mathematics. Critically edited with Introduction and Appendices, Hoshiarpur: Vishveshvaranand Institute 1975.
- Observational astronomy in India, Dept. of Sanskrit, University of Calicut 1990.
- Mit K. S. Shukla: Āryabhaṭīya of Āryabhaṭa, New Delhi: the Indian National Science Academy 1976.
- Mit K. Ramasubramanian, M. D. Srinivas, M. S. Sriram Ganita-Yukti-Bhasa (Rationales in Mathematical Astronomy) of Jyesthadeva. Sources and Studies in the History of Mathematics and Physical Sciences, Springer Verlag 2008 (in Malayalam und Englisch).
- Yuktibhāṣā of Jyeṣṭhadeva: A book of rationales in Indin mathematics and astronomy - an analytical appraisal, Indian Journal of History of Science, Band 26, 1991, 185–207.
- Verschiedene Artikel zur indischen Mathematik und Astronomie in Helaine Selin (Herausgeber) Encyclopaedia of the history of science, technology, and medicine in non-western cultures, Springer 1997.
- Mit Rashtriya Sanskrit Sansthan, Vempati Kutumbasastri Science Texts in Sanskrit in the Manuscripts Repositories of Kerala and Tamil Nadu, New Delhi: Rashtriya Sanskrit Sansthan 2002 (Verzeichnis von über 3500 Manuskripten).
- Harekrishna Satapathy (Herausgeber): Facets of Indian astronomy: a collection of articles of Prof. K.V. Sarma, Rashtriya Sanskrit University, 2009.